# Reloj de ecuación

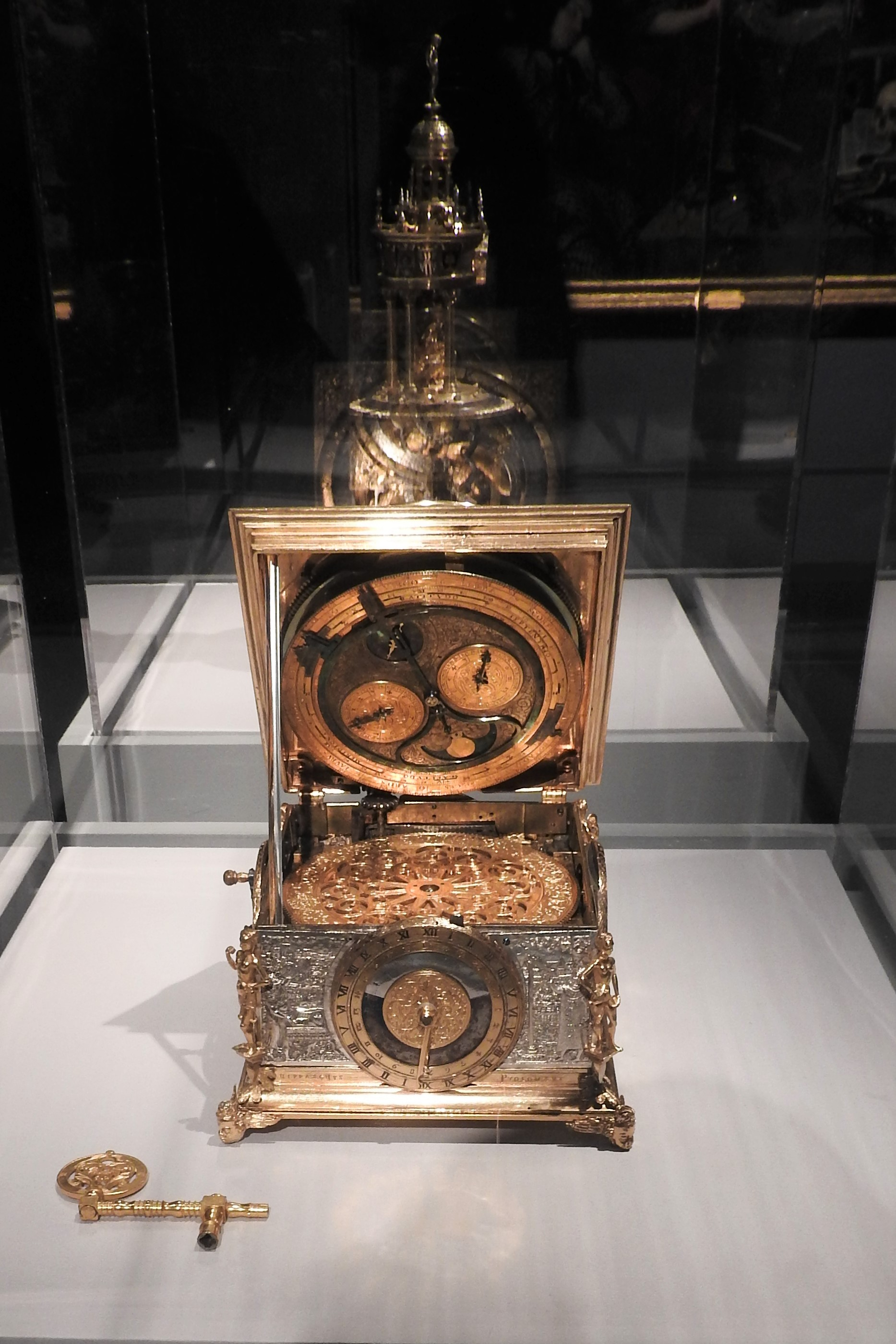
Reloj de ecuación fabricado en Alemania (1591)

Un reloj de ecuación es un tipo de reloj mecánico que incluye un movimiento que simula la ecuación del tiempo, de modo que el usuario puede leer o calcular el tiempo solar, como lo mostraría un reloj de sol. Los primeros relojes precisos, controlados por un péndulo, fueron patentados por Christiaan Huygens en 1657. Durante las décadas siguientes, la gente todavía estaba acostumbrada a usar relojes de sol y quería poder usar relojes para encontrar la hora solar. Los relojes de ecuación se inventaron para satisfacer esta necesidad.
Los primeros relojes de ecuación tienen un puntero que se mueve para mostrar la ecuación del tiempo en un dial o escala. El reloj en sí funciona a velocidad constante. El usuario calcula la hora solar sumando la ecuación del tiempo a la lectura del reloj. Los relojes de ecuación posteriores, fabricados en el siglo XVIII, realizan la compensación automáticamente, por lo que el reloj muestra directamente la hora solar. Algunos de ellos también muestran la hora media local, que a menudo se denomina "hora del reloj".

## Mecanismos de simulación

Variación anual de la ecuación del tiempo. Encima del eje, la hora del reloj de sol (solar) está adelantada a la hora del reloj (media), y "viceversa"

Todos los relojes de ecuación incluyen un mecanismo que simula la ecuación del tiempo, de modo que una palanca se mueve, o un eje gira, de manera que representa las variaciones de la ecuación del tiempo a medida que avanza el año. Hay dos tipos de mecanismos que se utilizan con frecuencia:

### Mecanismo de leva y palanca
En este tipo de mecanismo, un eje es impulsado por el reloj para que gire una vez al año, a velocidad constante. El eje lleva una leva, que tiene aproximadamente la forma de un riñón, de modo que su radio es esencialmente un gráfico de la variación anual de la ecuación del tiempo. Un seguidor y una palanca descansan contra la leva, de modo que cuando la leva gira, la palanca se mueve de una manera que representa la ecuación cambiante del tiempo. Esta palanca impulsa otros componentes del reloj.

### Mecanismo de doble eje
En una aproximación cercana, la ecuación del tiempo se puede representar como la suma de dos ondas sinusoidales, una con un período de un año y la otra con un período de seis meses, con la fase relativa variando muy lentamente (marginalmente perceptible en el transcurso de un siglo). Consúltese la explicación en el artículo ecuación del tiempo para obtener más detalles.
El mecanismo de doble eje tiene dos ejes que giran a velocidades constantes: uno gira una vez al año y el otro dos veces al año. Una serie de manivelas o pasadores unidos a los dos ejes mueven sinusoidalmente los dos extremos de una leva combinada. Si las dimensiones se eligen correctamente, el punto medio de la varilla se mueve de una manera que simula la ecuación del tiempo.

## Tipos de reloj de ecuación
Durante el período en el que se fabricaron y utilizaron los relojes de ecuación, todos los relojes se hacían a mano. No hay dos exactamente iguales. Muchos relojes de ecuación también tienen otras características, como diales que muestran las fases de la luna o las horas de salida y puesta del sol. Dejando de lado tales añadidos, hay cuatro formas diferentes en las que funcionan estos relojes. Los párrafos siguientes no tienen como objetivo ser descripciones detalladas de relojes individuales, sino servir como ilustraciones de los principios generales de estos cuatro tipos diferentes de reloj de ecuación. El funcionamiento básico de los relojes particulares se parece a estos, pero los detalles varían. Se puede acceder a imágenes y descripciones de varios relojes de ecuación, que todavía existen en museos, a través de los Enlaces externos que figuran más adelante.

### Relojes sin indicador de tiempo solar
Muchos relojes de ecuación, especialmente los primeros, tienen un mecanismo de reloj normal, que muestra el tiempo medio, y también un indicador que muestra la ecuación del tiempo. Un mecanismo de simulación de la ecuación del tiempo impulsa el puntero en este dial. El usuario tiene que sumar la ecuación del tiempo a la hora del reloj para calcular el tiempo solar.

### Relojes que muestran directamente el tiempo solar
La mayoría de los relojes de ecuación posteriores, fabricados en el siglo XVIII, muestran directamente el tiempo solar. Muchos de ellos también muestran el tiempo medio y la ecuación del tiempo, pero el usuario no tiene que realizar la suma. Existen tres tipos:

#### Relojes con marcas de minutos móviles
Se han construido relojes en los que las marcas de minutos están en una placa circular que se puede girar alrededor del mismo eje que las manecillas. El eje pasa por un orificio en el centro de la placa y las manecillas están delante de la placa. La parte de minutos de la hora que muestra el reloj se da por la posición del minutero en relación con las marcas de la placa. La manecilla es impulsada en el sentido de las agujas del reloj a una velocidad constante por el mecanismo del reloj, y la placa gira mediante el mecanismo que simula la ecuación del tiempo, girando en sentido contrario a las agujas del reloj cuando la ecuación del tiempo aumenta y en el sentido de las agujas del reloj cuando disminuye. Si las relaciones de transmisión son correctas, el reloj muestra la hora solar. La hora media también se puede mostrar mediante un conjunto separado y estacionario de marcas de minutos en la esfera, fuera del borde de la placa. La visualización de la hora no está ajustada a la ecuación del tiempo, por lo que la lectura de la hora es ligeramente aproximada. Esto no tiene ningún efecto práctico, ya que siempre es fácil ver qué hora es la correcta. Estos relojes son mecánicamente más simples que los otros tipos descritos a continuación, pero tienen desventajas: la hora solar es difícil de leer sin mirar de cerca las marcas de minutos y el reloj no puede marcar las señales de sonería según la hora solar.

#### Relojes con péndulo variable
Estos relojes incluyen un dispositivo en la parte superior del péndulo que cambia ligeramente su longitud efectiva, por lo que la velocidad del reloj varía. Este dispositivo es accionado por un mecanismo de simulación que se mueve para simular la tasa de cambio de la ecuación del tiempo, en lugar de su valor real. Por ejemplo, durante los meses de diciembre y enero, cuando la ecuación del tiempo disminuye y un reloj de sol funciona más lento de lo habitual, el mecanismo hace que el péndulo sea efectivamente más largo de lo habitual, por lo que el reloj funciona más lento y se mantiene al ritmo del tiempo del reloj de sol. En otras épocas del año, el péndulo se acorta, por lo que el reloj funciona más rápido, nuevamente al ritmo del tiempo del reloj de sol. Este tipo de mecanismo muestra solo la hora solar (reloj de sol). Los relojes que lo utilizan no pueden hacerse fácilmente para mostrar la hora media a menos que se incluya un mecanismo de reloj separado, con su propio péndulo. Hay algunos relojes de ecuación en los que se hace esto, pero requiere que la caja del reloj sea muy resistente, para evitar el acoplamiento entre los dos péndulos. Otra desventaja de los relojes de péndulo variable es que la ecuación del tiempo no se puede visualizar fácilmente.

#### Relojes que hacen sumas mecánicas
En algunos relojes de ecuación posteriores, un péndulo oscila a una frecuencia constante, controlando un mecanismo de reloj normal. A menudo, este mecanismo acciona un indicador que muestra la hora media (del reloj). Sin embargo, hay componentes adicionales: un mecanismo de simulación de la ecuación del tiempo como el descrito anteriormente, y un dispositivo que añade automáticamente la ecuación del tiempo a la hora del reloj, y acciona otro indicador que muestra la hora solar. La adición se realiza mediante un método analógico, utilizando un mecanismo diferencial. Este tipo de mecanismo de reloj de ecuación es el más versátil. Tanto la hora solar como la media se pueden mostrar de forma fácil y clara, al igual que la ecuación del tiempo. También es fácil organizar las horas en ambos tipos de referencia horaria. Después de su invención en 1720, este mecanismo se convirtió en el estándar, y se utilizó durante gran parte del siglo XVIII, hasta que cesó la demanda de relojes de ecuación.

## Cambios lentos en la ecuación del tiempo
Los cambios lentos en los movimientos de la Tierra provocan cambios graduales en la variación anual de la ecuación del tiempo. El gráfico que aparece en la parte superior de este artículo muestra la variación anual tal como es alrededor del año 2000. Muchos siglos en el pasado o en el futuro, la forma del gráfico sería muy diferente. La mayoría de los relojes de ecuación se construyeron hace unos tres siglos, desde entonces el cambio en la variación anual de la ecuación del tiempo ha sido pequeño, pero apreciable. Los relojes incorporan la variación anual tal como era cuando se fabricaron. No compensan los cambios lentos, que entonces eran desconocidos, por lo que ahora son ligeramente menos precisos que cuando eran nuevos. El mayor error por esta causa es actualmente de aproximadamente de un minuto. Siglos en el futuro, si estos relojes sobreviven, los errores serán mayores.

## Dispositivos modernos similares
Los relojes de ecuación, como tales, ya no se utilizan ampliamente. Sin embargo, los componentes funcionalmente idénticos a los de los relojes de ecuación se siguen utilizando, por ejemplo, en los seguidores solares, que se mueven de manera que siguen los movimientos del Sol en el cielo. Muchos de ellos no detectan la posición del Sol. En su lugar, tienen un mecanismo que gira sobre un eje polar a una velocidad constante de 15 grados por hora, al ritmo de la velocidad media de rotación de la Tierra en relación con el Sol. A veces, se genera una representación digital de esta rotación, en lugar de la rotación física de un componente. A continuación, se añade la ecuación del tiempo a esta rotación constante, lo que produce una rotación del rastreador que sigue el ritmo del movimiento aparente del Sol. Por lo general, estas máquinas utilizan tecnología moderna, que implica electrónica y ordenadores, en lugar de los dispositivos mecánicos que se utilizaban en los relojes de ecuación históricos, pero la función es la misma.